# 모토로라 스타택

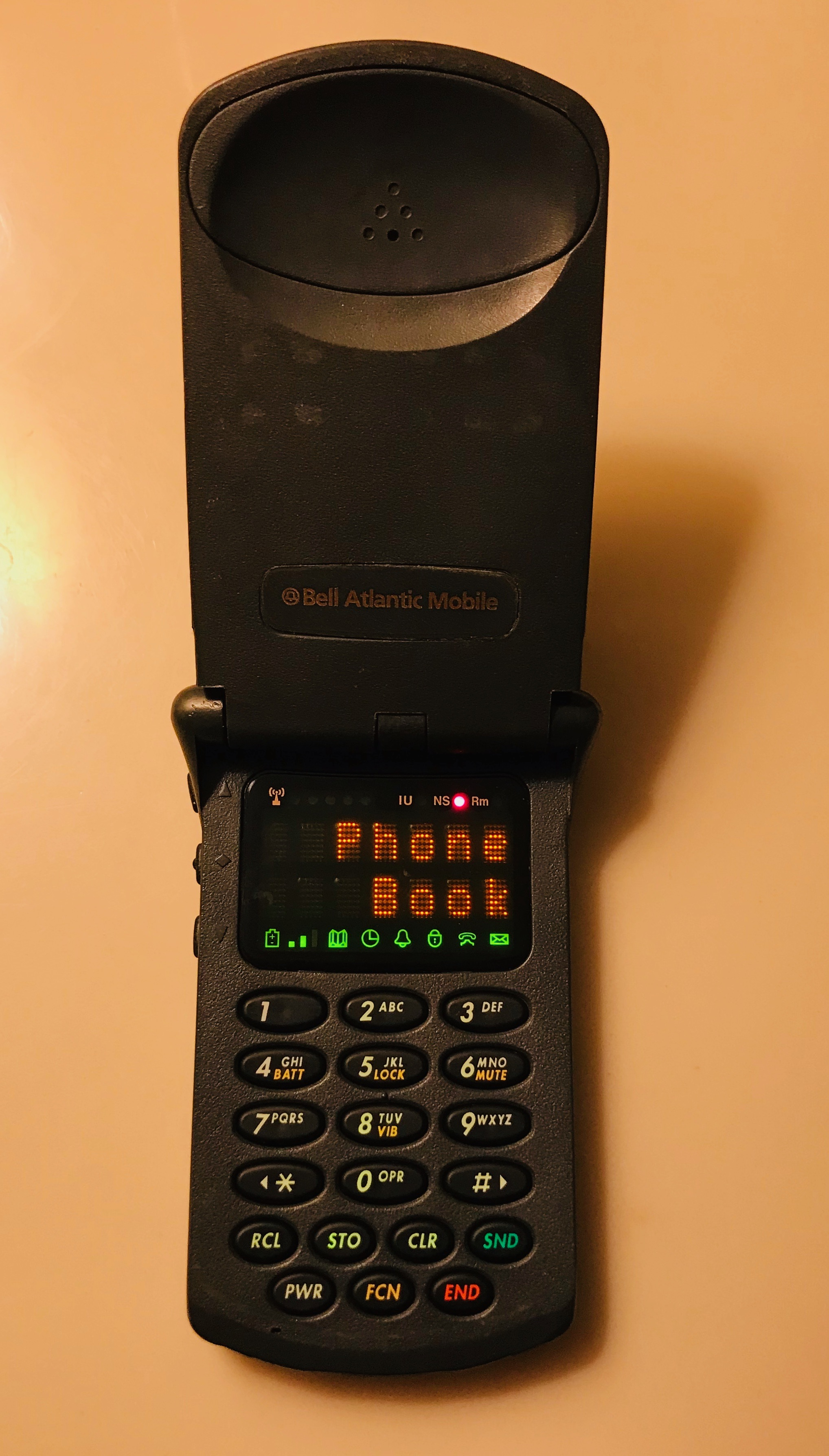
스타택 8500

모토로라 스타택(Motorola StarTAC)은 1996년부터 모토로라가 출시한 휴대 전화 시리즈이다. 1989년 처음 출시된 세미 클램쉘 디자인인 마이크로택(MicroTAC)의 후속 제품이다. 마이크로택의 플립이 키패드 아래에서 아래로 접히는 반면, 스타택은 디스플레이 위에서 위로 접혀진다. 스타택은 광범위한 소비자 채택을 얻은 최초의 휴대폰 중 하나였다. 약 6천만 개의 스타택이 판매되었다.
이 휴대폰은 종종 최초의 폴더형(플립형) 휴대폰으로 추정된다. 그러나 기술적으로 NEC는 1996년 훨씬 전부터 NTT 도코모의 PDC 모바 네트워크에서 폴더형 전화기, 즉 TZ-804와 TZ-1501을 출시해 왔으며 둘 다 각각 1991년과 1994년 말에 출시되었다. 이 폼 팩터의 또 다른 초기 선구자는 그릴로(Grillo)였다. 1965년 이탈리아에서 리처드 새퍼(Richard Sapper)와 마르코 자누소(Marco Zanuso)가 디자인한 제품이다.
2005년에 PC 월드는 스타택을 지난 50년 동안의 6번째로 위대한 장치(50개 목록 중)로 선정했다. 스타택 브랜드는 2004년과 2007년에 일부 아시아 시장 전용 플립형 전화기 시리즈와 무선 전화기 모델용으로 다시 부활했다.

## 브랜드명 부활
- StarTAC 2004
- StarTAC III

## 모델 목록

### 아날로그 전화
- StarTAC 3000
- StarTAC 6000e
- StarTAC 6000c
- StarTAC 6500
- StarTAC 8500
- StarTAC 8600
- StarTAC 70, 75, 75+, 80, 85, 90, Rainbow
- StarTAC D
- StarTAC 130
- MR501, MR701

## 같이 보기
- 모토로라 다이나택